# Pinhalzinho (Santa Catarina)
Pinhalzinho is een gemeente in de Braziliaanse deelstaat Santa Catarina. Het is gelegen op een hoogte van 515 meter. De geschatte bevolking in 2010 was 16.335 inwoners.